# Stowarzyszenie PAX
La Stowarzyszenie PAX o Associazione PAX è stata un'organizzazione cattolica filo-comunista creata nel 1947 nella Repubblica Popolare di Polonia all'inizio del periodo stalinista. 
Nel 1953 la PAX diede il proprio sostegno al processo farsa stalinista della curia di Cracovia, che portò alla condanna a morte di alcuni preti cattolici accusati di tradimento, e gestì il settimanale cattolico Tygodnik Powszechny fino all'ottobre polacco del 1956.
L'associazione cessò le proprie attività nel 1993, dopo le rivoluzioni del 1989, per poi essere rifondata come l'associazione cattolica "Civitas Christiana".

## Periodo comunista
In seguito all'ingresso della Polonia nella sfera d'influenza dell'Unione Sovietica, l'Associazione PAX venne formata con l'intenzione di minare il forte supporto alla Chiesa cattolica. Creata da Bolesław Piasecki, approvò il processo e l'imprigionamento di molti chierici, tra i quali il vescovo Czesław Kaczmarek e il cardinale Stefan Wyszyński. La PAX tentò di compere con il clero conservatore del periodo tra le due guerre per quanto riguarda le questioni politiche, in particolare dopo l'arresto di centinaia di preti da parte del Ministero della pubblica sicurezza nei primi anni cinquanta. Il governo diede all'associazione il controllo totale sul ramo polacco della Caritas internationalis. Secondo lo storico Norman Davies, la PAX era un'organizzazione di facciata dell'NKVD sovietico, istituita per far prevalere il comunismo sul cattolicesimo polacco e per rompere i suoi collegamenti con il Vaticano. L'associazione mantenne una propria presenza alla Sejm, vincendo per esempio cinque seggi nelle elezioni legislative del 1969.

## Riforme
Dopo il 1956, assieme ad altre iniziative governative simili, la PAX venne ridimensionata e prese una posizione più compromettente, sostenendo in alcuni casi anche una clemenza per la resistenza anti-comunista polacca, sebbene approvasse fermamente il governo comunista fino alle rivoluzioni del 1989. Dopo il 1982, l'associazione fu membra del Movimento patriottico per la rinascita nazionale. Nel corso dei decenni successivi alla sua creazione e alla morte di Stalin, la PAX continuò a perdere costantemente potere ed influenza.

## Pubblicazioni
L'associazione pubblicò la rivista Słowo Powszechne dal 1947 al 1993 con una media di 312 numeri annuali.
Il primo caporedattore della Słowo Powszechne (circolazione: 40 000 copie) è stato Wojciech Kętrzyński della Konfederacja Narodu, nipote dello storico Wojciech Kętrzyński. Nel 1982, il giornale cambiò nome in Słowo Powszechne: dziennik Stowarzyszenia PAX ("Quotidiano dell'Associazione PAX"). La pubblicazione fu chiusa solo quando la PAX cessò le sue attività successivamente al collasso del comunismo.

## Membri importanti
- Bolesław Piasecki
- Janusz Zabłocki
- Jan Dobraczyński
- Tadeusz Mazowiecki